# Jorge Enrique Rodríguez
Jorge Enrique Rodríguez Mendieta alias Iván Vargas (1963) es un exguerrillero colombiano, miembro de las Fuerzas Armadas Revolucionarias de Colombia (FARC-EP), 

## Biografía
Vargas comenzó sus actividades con las FARC en 1987 como un colaborador del Secretariado de las FARC-EP y en 1989 inteligencia militar del Ejército Nacional de Colombia reportó que Vargas era instructor en la Escuela Nacional de Cuadros de las FARC-EP(una escuela de entrenamiento de las FARC-EP) en Casa Verde. En 1991 Vargas fue nombrado comandante del Frente 22 del Bloque Oriental. También fue miembro del Estado Mayor de las FARC-EP,.
En 1992, Vargas fue enviado a Vietnam para recibir entrenamiento en tácticas guerrilleras, artillería y explosivos. A su regreso fue nombrado comandante del Frente 24 de las FARC y comandante de la región del Magdalena Medio, unidad de la guerrilla que opera en la región sur del Departamento del Bolívar. Según el Ejército Nacional de Colombia, Vargas también recibió entrenamiento en la antigua Unión Soviética. Fue comandante del Frente 24, en el Magdalena Medio. Vargas fue arrestado en Bucaramanga a finales de 2004. y extraditado a los Estados Unidos el 3 de noviembre de 2007 bajo cargos por narcotráfico.

### Captura y extradición a los Estados Unidos
Vargas fue extraditado a los Estados Unidos por el Gobierno de Colombia acusado de conspiración para exportar drogas ilícitas de Colombia a los Estados Unidos. En Colombia, el gobierno lo acusó de terrorismo, rebelión, conspiración para exportar drogas ilícitas Según la oficina del fiscal general de los Estados Unidos, Vargas presuntamente dirigió la compra de cientos de miles de kilogramos de pasta de cocaína y envió billones de pesos colombianos de ingresos por la venta de cocaína a otros oficiales de las FARC-EP. A Vargas también se le acusa de haber ordenado el asesinato de al menos ocho agricultores, incluidos varios que él personalmente desmembró vivos y de haber planeado represalias contra agentes judiciales de Estados Unidos que estaban realizando investigaciones sobre el tráfico de narcóticos.
Alias Iván Vargas fue arrestado por las autoridades colombianas a finales del 2004 y extraditado a Estados Unidos en noviembre de 2007. El 16 de diciembre de 2009, se declaró culpable en la Corte Federal de Washington D. C. de conspiración para importar grandes cantidades de cocaína a los EE. UU..
Al presentar su declaración de culpabilidad, Vargas admitió que él dirigió a otros miembros de las FARC-EP para adquirir cientos de miles de kilogramos de pasta de cocaína, algunas de las cuales fueron importadas a los EE. UU. El gobierno de los EE. UU. también acusó a Vargas de haber conspirado contra agentes judiciales que estaban conduciendo una investigación sobre tráfico de narcóticos que llevó a los cargos que se le imputaron.